# Dhanush
Dhanush eller egentligen Venkatesh Prabhu Kasthuri Raja, född 28 juli 1983 är en indisk skådespelare. Han har spelat i flera filmer. Bland hans mest kända roller är huvudrollen i filmen Fakiren som fastnade i ett skåp.